# Jens Bergensten
Jens Peder Bergensten (ps. „Jeb”, Khaile, ur. 18 maja 1979 w Örebro) – szwedzki informatyk, producent gier, członek firmy Mojang Studios, główny programista gry Minecraft.

## Życiorys
Urodził się w Örebro, w Szwecji, 18 maja 1979.
Początkowo pracował dla firmy Planeto.
Po nieudanej próbie wyższych studiów dostał pracę w Sztokholmie w firmie Korkeken, ta jednak zbankrutowała i przekształciła się w firmę Oblivion Entertainment.
Jest współzałożycielem Oxeye Game Studio.
Stał się programistą firmy Mojang AB jako Back-end developer, głównie zajmuje się popularną grą Minecraft.